# واسطة (ذمار)
واسطة هي إحدى قرى الجمهورية اليمنية. تتبع جغرافيا لمحافظة ذمار وإداريًا لمديرية جهران. يبلغ تعداد سكانها 4895 نسمة حسب الإحصاء الذي أجري عام 2004.